# سیارک ۲۳۲۱۳
سیارک ۲۳۲۱۳ (به انگلیسی: 23213 Ameliachang، نامگذاری:2000US70) بیست و سه هزار و دویست و سیزدهمین سیارک کشف شده‌است که در ۲۵ اکتبر ۲۰۰۰ کشف شد.
قدر مطلق سیارک برابر ۱۲.۳ است.